# عمرو فهیم
عمرو فهیم (عربی: عمرو فهيم؛ زادهٔ ۴ اکتبر ۱۹۷۶) یک ورزشکار اهل مصر است.
از باشگاه‌هایی که در آن بازی کرده‌است می‌توان به باشگاه ورزشی زمالک و باشگاه ورزشی اسماعیلی اشاره کرد.
وی همچنین در تیم ملی فوتبال مصر بازی کرده‌است.